# 林泰男
林泰男（日语：／ Hayashi Yasuo，1957年12月15日—2018年7月26日），朝鲜裔，婚后因决定随妻子姓而改名小池泰男，是一名原奥姆真理教教徒、前教团高级干部（正悟师、科学技术省次官）。
林泰男大学专科毕业于工学院大学。毕业后，林泰男曾用三年时间周游世界各国。1987年，林泰男加入奥姆真理教的前身“奥姆神仙会”。1988年，在奥姆真理教出家。此后，林泰男参与了奥姆真理教主导的松本沙林毒气事件、東京地鐵沙林毒氣事件等一系列犯罪。1996年12月3日，在逃亡一年9个月后，林泰男于冲绳被捕。因造成多人死亡，媒体将林泰男称为“杀人机器”。
2018年7月26日，林泰男在宮城縣仙台市宮城刑務所與廣瀨健一、岡崎一明、橫山真人、端本悟，以及豐田亨共6人同一日被執行絞刑。
林泰男与另一名奥姆真理教相关罪犯林郁夫同姓，但两人没有亲缘关系。

## 早年
1957年12月15日，林泰男出生于東京都涩谷区（或小平市，有异说），是家中的次子。林泰男家族是从朝鲜半岛移居日本的移民。林泰男的祖父在二战前就从朝鲜半岛移居到日本，于在乡军人会工作。林泰男的祖母因为涉嫌帮助北韓的秘密工作船，是日本公安调查厅的重点监视对象。林泰男的父亲是日本国铁的职员，1959年林泰男两岁时，加入日本国籍。林泰男即将升入高中时，从户籍誊本上得知父亲原来是朝鲜人这一事实（林泰男实际上是朝鲜人），由于当时的日本社会对归化的朝韩裔移民抱有偏见，使得林泰男的内心十分痛苦。
1974年，从校规森严的國學院大學久我山高等学校退学，进入東京都立立川高等学校定时制学习，期间取得电气工程师资格证。毕业后，林泰男考入工学院大学电气工学科。大学期间，林泰男成绩拔尖，曾对人工智能进行研究。不过，在20岁时，林泰男的父亲去世。这使他开始关心与宗教有关的事情。

## 与奥姆真理教接近
1983年大学专科毕业后，林泰男没有选择立即找工作，而是花了三年时间周游世界各国。这期间，林泰男曾在美洲大陆体验印第安文化，对当地的种族主义十分厌恶；他亦曾于旅行墨西哥期间吸食过大麻，但据悉对印度抱有好感。三年外出旅行期间，由于担心一个人居住的母亲，林泰男与母亲一直保持频繁的电话联系，回国后没有固定工作，后在东京的一家电机公司工作。
旅行结束回到日本后不久，林泰男开始感到身体不适，到医院检查却查不出原因。与此同时，他与女友也分手了。如此种种令林泰男的精神变得不安定起来。心情低落的林泰男这期间开始阅读奥姆真理教（当时还叫做“奥姆神仙会”）教主麻原彰晃的书籍，由此与奥姆真理教的前身奥姆神仙会逐渐接近。1987年，林泰男加入奥姆神仙会。1988年，林泰男辞去工作，在已改组为奥姆真理教的教团出家。

## 犯罪
加入奥姆真理教后，林泰男曾担任麻原彰晃与其他教团干部的驾驶员，也曾负责将麻原的讲法录制下来并编辑成录像带。后来，麻原将他任命为教团内的“科学技术省次官”。因林泰男熟悉电气方面的工作，上任后他不仅负责教团内的电气设施，还曾对创价学会信徒以及与俄罗斯政府有关者进行窃听，还曾将出逃的信徒抓回来并施以暴力。林泰男与奥姆真理教的武装化方针关系密切，麻原还曾派林泰男到俄罗斯接受射击训练。在奥姆真理教据点上九一色村滞留期间，林泰男还与一名奥姆真理教女信徒发展出恋情。
1995年麻原彰晃决定实行東京地鐵沙林毒氣事件之前，林泰男被选为投毒者之一。此时的林泰男已经有了退教的想法，但是麻原彰晃以他和他家人的性命相威胁，导致林泰男不得不参与行动。
事件发生的前夜，化学小组准备的10袋沙林产生了尾数，林泰男自告奋勇接过了多出来的一袋，分得3袋、另外四名袭击者各持2袋。井上嘉浩曾经说过：“在地铁投毒的五个人里，林泰男是最为温柔的”。犯案当天，林泰男从上野站乘上日比谷线地铁列车，在刺破沙林毒气袋前，他对这次任务产生了怀疑态度，最终在下车前将沙林毒气袋刺破并扔在车厢内。林泰男投下的沙林毒气最后造成8人死亡、数千人受伤，是東京地鐵沙林毒氣事件5名袭击者中造成最严重伤亡的一人。
此外，林泰男亦涉嫌为1994年松本沙林毒气事件的袭击制造沙林毒气喷洒车。1995年5月，他曾计划在新宿站的男厕所内投下氰化物气体，以干扰警方对奥姆真理教教主麻原彰晃的调查。不过，这次袭击最后以失败告终。

## 逮捕、审判与死刑
東京地鐵沙林毒氣事件震惊日本朝野。不久以后，警方确认此案是奥姆真理教所为，并将奥姆真理教多名骨干成员逮捕，林泰男和一名女信徒出逃，出逃路上按照井上嘉浩的指示，将两个沙林毒气瓶埋在冲绳，警方将林泰男列为奥姆真理教通缉犯之首。
在逃亡的路上，林泰男利用情人坐台赚来的钱生存，更是和情人享受着一起做蛋糕、在夕阳下慢跑的乐趣，且随身携带小灵位，为毒气事件中的受害者超度。
1996年12月3日，在逃亡1年9个月后，警方于冲绳县石垣岛将林泰男逮捕。林泰男受审时，曾辩称自己是在麻原彰晃的死亡威胁下才被迫犯下罪行，并表示“自己相信轮回转世和阎王爷，所以不会说谎”。不过，庭审现场他也曾向被害者谢罪。2000年，东京地方法院判处林泰男死刑。2008年，死刑定谳。
日本著名作家村上春樹所著的书籍《1Q84》中，将林泰男在东京地铁释放毒气及庭审时的状态写入其中。
截至2018年3月，林泰男与其他十二名与奥姆真理教相关的死刑犯一直都关押在東京拘置所。2018年3月21日，這些死刑犯被分散到能執行死刑的東京拘置所等5處設施，其中林泰男被送往位于宫城县仙台市的宮城刑務所。2018年7月26日，經時任日本法務大臣上川阳子批准，林泰男在宮城刑務所與丰田亨、岡崎一明、橫山真人、端本悟，以及广濑健一共6人被執行絞刑，年60岁。